# Bataille de Yenangyaung
Seconde Guerre mondiale
Batailles
Invasion japonaise de la Birmanie :
- Rivière Bilin
- Pont de la Sittang
- Pégou
- Barrage routier de Taukkyan
- Route Yunnan-Birmanie (Tachiao
- Oktwin
- Taungû)
- Shwedaung
- Prome
- Yenangyaung

Opérations en Birmanie (1942-1943) :
- Arakan
- The Hump
- Chindits
- Nord de la Birmanie et ouest du Yunnan

Opérations en Birmanie en 1944 :
- Chindits (2)
- Admin Box
- U-Go (Imphal
- Sangshak
- Court de tennis
- Kohima)
- Myitkyina
- Mogaung
- Mont Song

Opérations en Birmanie (1944-1945) :
- Meiktila et Mandalay
- Pakokku et Irrawaddy
- Colline 170
- Île de Ramree
- Tanlwe Chaung
- Dracula
- Elephant Point
- Coude de la Sittang

La Bataille de Yenangyaung (chinois : 仁安羌大捷, Grande Victoire à Yenangyaung) est un affrontement de la Campagne de Birmanie livré du 11 au 19 avril 1942 pour le contrôle des installations pétrolières de Yenangyaung (aujourd'hui dans la Région de Magway). Elle mit aux prises des troupes britanniques, chinoises et japonaises dans un secteur d'environ 50 km2 limité à l'ouest par l'Irrawaddy et centré sur un de ses affluents, la Pin Chaung, au nord de Yenangyaung.

## La bataille
La bataille commença par une attaque massive de la 33e Division japonaise durant la nuit du 11 avril, en pleine tempête : il s'agissait de s'emparer des champs pétrolifères, quel qu'en soit le prix.
Les troupes britanniques en retraite sur la route Magwe-Meiktila se trouvèrent divisées en plusieurs tronçons, aussi bien au nord qu'au sud de la Pin Chaung. La 1re Division birmane, qui remontait vers le nord depuis Magwe, se trouva ainsi bloquée au sud de Yenangyaung.
Au bout de quelques jours, la situation devint critique : environ 7 000 soldats britanniques, avec 500 prisonniers et des civils, se retrouvèrent encerclés par un nombre équivalent de soldats japonais à Yenangyaung. Le 15 avril, la décision fut prise de détruire les installations pétrolières. Les puits furent bouchés avec du ciment et la raffinerie sauta le 16 avril au soir.
Dans le même temps, il était demandé au général Joseph Stilwell de faire intervenir la 38e Division chinoise du général Sun Li-jen, qui se trouvait plus au nord. Sun demanda l'autorisation d'engager la division entière dans l'opération de secours, mais son supérieur, le général Lo Cho-ying, refusa.
Le 17 avril, Sun Li-jen intervint donc avec seulement les 1 121 hommes du 113e Régiment d'infanterie, associés à de l'artillerie (canons Ordnance QF 25 pounder) et à des tanks britanniques, pour tenter de dégager la route au nord de Yenangyaung.
Simultanément, conduite par le Major-General Bruce Scott, la 1re Division birmane quittait la ville vers le nord en colonne : une avant-garde de tanks Stuart et d'infanterie, puis l'artillerie, les ambulances et les camions. Elle réussit à atteindre et à traverser la Pin Chaung. Les survivants se concentrèrent sur l'autre rive. La jonction avec les troupes de secours eut lieu le 19 avril.
Poursuivant sur sa lancée, le 113e Régiment d'infanterie, toujours appuyé par les tanks et l'artillerie britannique, s'empara de Twingon, un faubourg de Yenangyaung, libérant 200 prisonniers et blessés de la 1re Bn. Inniskilling Fusiliers. Le lendemain, il lança une attaque sur le reste de Yenaungyaung, infligeant de lourdes pertes aux troupes japonaises. Ils étaient cependant trop faibles pour tenir les champs pétrolifères et se retirèrent. La 1re Division birmane, qui avait perdu presque tout son équipement, se replia pour se réorganiser 60 km plus au nord, couverte par la 7e Brigade blindée.
Pour cette mission, George VI nomma Sun Li Jen Commandeur dans l'Ordre de l'Empire britannique.

## Sources
- Hsu Long-hsuen and Chang Ming-kai, History of The Sino-Japanese War (1937-1945), 2d Ed., 1971. Traduit en anglais by Wen Ha-hsiung, Chung Wu Publishing; 33, 140th Lane, Tung-hwa Street, Taipei, Taiwan Republic of China. Pg. 377.
- https://archive.is/20120729143133/http://www.desertrat.brigades.btinternet.co.uk/7thAB1942.htm